# مسابقات شنای مسافت کوتاه اروپا
مسابقات شنا مسافت کوتاه اروپا (به انگلیسی: European Short Course Swimming Championships) مسابقاتی است که در رشتهٔ شنا در استخرهای ۲۵ متر برگزار می‌شود.

## مسابقات
| سال  | شهر      | کشور          | تاریخ        |
| ---- | -------- | ------------- | ------------ |
| ۱۹۹۶ | روستوک   | آلمان         | ۱۳–۱۵ دسامبر |
| ۱۹۹۸ | شفیلد    | بریتانیا      | ۱۱–۱۳ دسامبر |
| ۱۹۹۹ | لیسبون   | پرتغال        | ۹–۱۲ دسامبر  |
| ۲۰۰۰ | والنسیا  | اسپانیا       | ۱۴–۱۷ دسامبر |
| ۲۰۰۱ | آنتورپ   | بلژیک         | ۱۳–۱۶ دسامبر |
| ۲۰۰۲ | ریزا     | آلمان         | ۱۲–۱۵ دسامبر |
| ۲۰۰۳ | دوبلین   | جمهوری ایرلند | ۱۱–۱۴ دسامبر |
| ۲۰۰۴ | وین      | اتریش         | ۹–۱۲ دسامبر  |
| ۲۰۰۵ | تریسته   | ایتالیا       | ۸–۱۱ دسامبر  |
| ۲۰۰۶ | هلسینکی  | فنلاند        | ۷–۱۰ دسامبر  |
| ۲۰۰۷ | دبرسن    | مجارستان      | ۱۳–۱۶ دسامبر |
| ۲۰۰۸ | رییکا    | کرواسی        | ۱۱–۱۴ دسامبر |
| ۲۰۰۹ | استانبول | ترکیه         | ۱۰–۱۳ دسامبر |
| ۲۰۱۰ | آیندهوون | هلند          | ۲۵–۲۸ نوامبر |
| ۲۰۱۱ | شچچین    | لهستان        | ۸–۱۱ دسامبر  |
| ۲۰۱۲ | شارتر    | فرانسه        | ۲۲–۲۵ نوامبر |
| ۲۰۱۳ | هرنینگ   | دانمارک       | ۱۲–۱۵ دسامبر |

## جدول مدال‌ها
| رتبه  | کشورها                       | طلا | نقره | برنز | مجموع |
| ۱     | آلمان                        | ۱۳۲ | ۱۲۱  | ۱۰۳  | ۳۵۶   |
| ۲     | سوئد                         | ۶۹  | ۵۵   | ۳۸   | ۱۶۲   |
| ۳     | هلند                         | ۶۲  | ۴۰   | ۳۱   | ۱۳۳   |
| ۴     | روسیه/ اتحاد جماهیر شوروی    | ۵۴  | ۵۶   | ۶۱   | ۱۷۱   |
| ۵     | ایتالیا                      | ۴۸  | ۴۵   | ۵۰   | ۱۴۳   |
| ۶     | فرانسه                       | ۴۴  | ۳۳   | ۳۷   | ۱۱۴   |
| ۷     | بریتانیای کبیر               | ۳۸  | ۵۶   | ۶۷   | ۱۶۱   |
| ۸     | مجارستان                     | ۳۷  | ۲۶   | ۲۲   | ۸۵    |
| ۹     | اوکراین                      | ۳۵  | ۲۹   | ۲۶   | ۹۰    |
| ۱۰    | لهستان                       | ۲۷  | ۲۲   | ۲۰   | ۶۹    |
| ۱۱    | دانمارک                      | ۱۹  | ۲۷   | ۲۴   | ۷۰    |
| ۱۲    | اسلواکی                      | ۱۹  | ۷    | ۷    | ۳۳    |
| ۱۳    | اسلوونی                      | ۱۶  | ۱۷   | ۲۱   | ۵۴    |
| ۱۴    | اسپانیا                      | ۱۵  | ۲۵   | ۲۴   | ۶۴    |
| ۱۵    | فنلاند                       | ۱۳  | ۱۱   | ۱۵   | ۳۹    |
| ۱۶    | کرواسی                       | ۱۲  | ۱۵   | ۱۱   | ۳۸    |
| ۱۷    | اتریش                        | ۱۱  | ۱۶   | ۱۳   | ۴۰    |
| ۱۸    | جمهوری چک                    | ۱۰  | ۱۲   | ۱۸   | ۴۰    |
| ۱۹    | ایسلند                       | ۶   | ۲    | ۲    | ۱۰    |
| ۲۰    | صربستان/ صربستان و مونته‌نگرو | ۵   | ۴    | ۲    | ۱۱    |
| ۲۱    | بلاروس                       | ۴   | ۶    | ۱۴   | ۲۴    |
| ۲۲    | سوئیس                        | ۴   | ۶    | ۸    | ۱۸    |
| ۲۳    | نروژ                         | ۳   | ۷    | ۱۱   | ۲۱    |
| ۲۴    | بلژیک                        | ۲   | ۳    | ۵    | ۱۰    |
| ۲۵    | بلغارستان                    | ۱   | ۰    | ۳    | ۴     |
| ۲۶    | لیتوانی                      | ۰   | ۷    | ۶    | ۱۳    |
| ۲۷    | استونی                       | ۰   | ۶    | ۶    | ۱۲    |
| ۲۸    | رومانی                       | ۰   | ۳    | ۵    | ۸     |
| ۲۹    | اسرائیل                      | ۰   | ۲    | ۱۰   | ۱۲    |
| ۳۰    | یونان                        | ۰   | ۱    | ۵    | ۶     |
| ۳۱    | جمهوری ایرلند                | ۰   | ۱    | ۴    | ۵     |
| ۳۲    | پرتغال                       | ۰   | ۱    | ۱    | ۲     |
| ۳۳    | ترکیه                        | ۰   | ۱    | ۰    | ۱     |
| مجموع | مجموع                        | ۶۸۶ | ۶۶۳  | ۶۷۰  | ۲۰۱۹  |